# Alien Weaponry
Alien Weaponry (с англ. — «Инопланетное оружие») — новозеландская трэш-метал группа, основанная в Окленде в 2010 году, а ныне базирующаяся в Вайпу. Группа состоит из барабанщика Генри де Йонга, гитариста и вокалиста Льюис де Йонга и, начиная с 2020 года, басиста Туранга Морган-Эдмондса. Все участники группы имеют маорские корни, и часть их песен написана на языке маори.

## История
Alien Weaponry была основана в Окленде в 2010 году двумя братьями, барабанщиком Генри Те Рейвати де Йонгом и гитаристом/вокалистом Льюисом Рахарухи де Йонг, которым было всего 10 и 8 лет соответственно. Их мать и дедушка по отцовской линии имеют голландские корни, а бабушка по отцовской линии — маорские. Братья назвали группу Alien Weaponry после просмотра фильма «Район № 9». После переезда в небольшой город Вайпу в апреле 2013 года к ним присоединился басист Итан Трембат. Трембат заменил Уятта Ченнингса, который в прошлом году некоторое время играл на бас-гитаре в группе. Группой руководит отец мальчиков де Йонга, Нил, являющийся опытным рок-музыкантом и звукорежиссёром, который также исполняет роль концертного звукорежиссёра во время их гастролей. Их мать Джетт также участвует в группе, занимается организацией туров и работает публицистом группы.
В 2016 году группа выиграла оба национальных финала Smokefreerockquest и Smokefree Pacifica Beats — единственная группа, когда-либо выигравшая оба турнира. Ранее они занимали второе место в Smokefree Rockquest 2015 года и четыре года подряд были региональными финалистами. Группа также гастролировала с группой Devilskin, возглавляющей чарты Новой Зеландии, в их туре We Rise в 2014 году и выступала на The Powerstation в поддержку Shihad в мае 2015 года. Считается, что Alien Weaponry являются самыми молодыми исполнителями, когда-либо получавшими финансирование Новой Зеландии в прямом эфире с их песней «Rū Ana Te Whenua» в октябре 2015 года. Они получили грант в размере 10 000 новозеландских долларов на завершение записи своей песни и производство видео в 2015 году, а затем ещё два гранта в размере 10 000 новозеландских долларов в 2016 году на запись их синглов «Urutaa» и «Raupatu» и продюсирование музыкальных клипов. В 2016 году журнал Metal Hammer назвал группу одной из 10 лучших метал-групп Новой Зеландии.
Alien Weaponry выпустили свой дебютный мини-альбом The Zego Sessions в августе 2014 года и начали работу над своим дебютным альбомом в студии Нила Финна Roundhead Studios в Окленде с продюсером Томом Ларкиным в сентябре 2015 года. В ноябре 2016 года Alien Weaponry выпустили видеоклип на «Urutaa» в качестве первого сингла с их грядущего альбома. В феврале 2017 года вышел их второй сингл «Raupatu», а в июле 2017 года они выпустили Rū Ana Te Whenua.
1 июня 2018 года был выпущен их альбом Tū, дебютировавший на пятой позиции в чартах Новой Зеландии.
Группа впервые гастролировала по Европе и Северной Америке во второй половине 2018 года, выступая на разогреве у Ministry в их американском туре. Во время своего европейского турне они выступили на нескольких крупных музыкальных фестивалях, в том числе на Metaldays и Wacken Open Air, крупнейшем фестивале метал музыки в мире. В 2019 году они снова гастролировали по Европе и Северной Америке. Поскольку басист Итан не смог присутствовать на заключительном американском этапе тура, так как он решил вернуться в Новую Зеландию, чтобы сдать экзамены в старшей школе, его роль занял басист Бобби Облак. Группа заявила, что у них была цель выступить на Wacken до того, как барабанщику Генри исполнилось 20 лет. Они преуспели в этой цели, поскольку Генри было всего 18 на момент их выступления.
17 февраля 2019 года группа (вместе с Radio New-Zealand) выпустила десятисерийный документальный сериал под названием «Alien Weaponry Shake Europe», в котором задокументировано их европейское турне годом ранее. В декабре 2018 года «Holding My Breath» стала официальной музыкальной темой для NXT TakeOver: Phoenix (серия специальных выпусков, выпущенных WWE с участием бренда NXT).
19 августа 2020 года было объявлено, что басист Итан Трембат покинет группу и его заменит школьный друг Туранга Морган-Эдмондс, также маори. 10 сентября 2020 года группа объявила о начале работы с The Rick Sales Entertainment Group, базирующейся в Лос-Анджелесе. Rick Sales является давним менеджером Slayer, а также представляет другие известные метал-группы, таких как Gojira, Mastodon и Ghost. В январе 2021 года Alien Weaponry появилась на обложке британского издания Metal Hammer под девизом «Познакомьтесь с будущим метала». Биография группы была опубликована газетой The Guardian в сентябре 2021 года.
17 сентября 2021 года они выпустили свой второй альбом Tangaroa.

## Тексты, музыкальный стиль и влияния

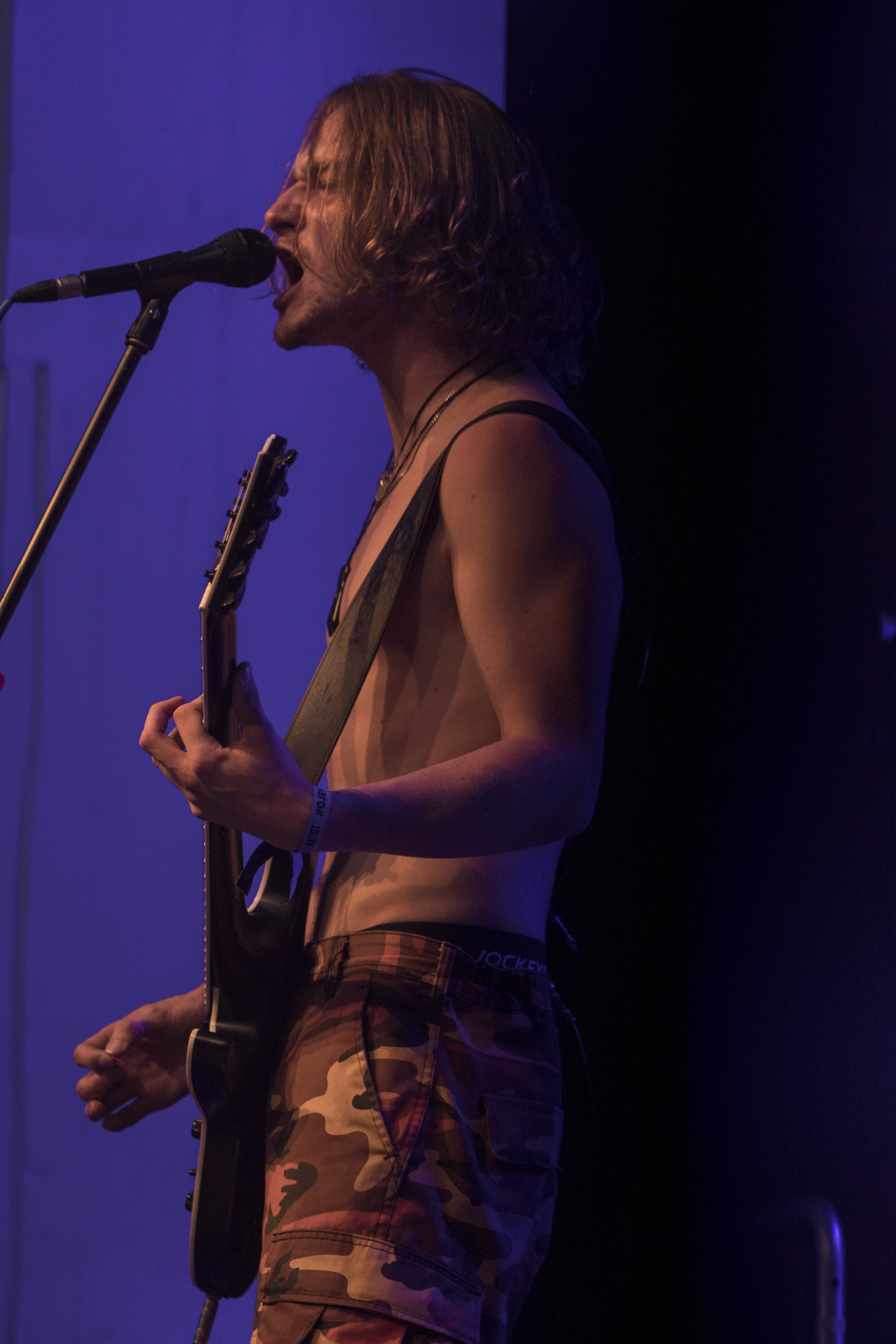
Вокалист и гитарист Льюис Рахарухи де Йонг в 2019 году

Дебютный сингл Alien Weaponry «Urutaa» частично поется на языке маори и изначально был посвящен столкновению идей и ожиданий, которое привело к стрессу и несчастью, которое сравнивали с чумой или urutaa (восстанием). Текст относится к событиям, произошедшим в заливе Бей-оф-Айлендс в 1800-х годах, и к тому, что последовало после того, как карманные часы были случайно брошены в гавань. Это недоразумение привело к резне на «Бойде» — мрачной серии событий в колониальной истории Новой Зеландии. Группа говорит: «Этот инцидент используется в этой песне как метафора недопонимания, которое продолжает преследовать нас сегодня — между культурами, поколениями и людьми, которые мучают друг друга из-за непонимания».
Второй сингл группы «Raupatu» (выпущенный в феврале 2017 года) повествует о конфискации земель колониальным правительством Новой Зеландии в 1800-х годах и законодательстве 1863 года, которое позволило этому произойти. Их третий сингл, «Rū Ana te Whenua» (дрожащая земля), выпущенный 1 июля 2017 года, посвящен крупной битве при Пукейнахина/Гейт Па в 1864 году, когда прапрадед братьев Те Ахоахо погиб. Музыкальный стиль группы был описан как «трэш с оттенком ню-метала» и «трэш-грув-металом», группа называла Metallica, Rage Against the Machine и Lamb of God в качестве источников вдохновения. Их также часто называют с маори-версией Sepultura эпохи Roots, как из-за их музыкального стиля, так и из-за вливания в музыку местной культуры.
Гитарист Льюис де Йонг упоминает влияние Стиви Рэя Вона, Lamb of God, System of a Down, Meshuggah и Polyphia.

## Состав

### Текущий состав
- Генри Те Рейвати де Йонг — ударные, бэк-вокал (2010-настоящее время)
- Льюис Рахарухи де Йонг — гитара, ведущий вокал (2010-настоящее время)
- Туранга Морган-Эдмондс — бас-гитара, бэк-вокал (2020-настоящее время)

### Бывшие участники
- Уятт Ченнингс — бас-гитара, бэк-вокал (2012)
- Итан Трембат — бас-гитара, бэк-вокал (2013—2020)

## Дискография

### Студийные альбомы
- Tū (2018)
- Tangaroa (2021)

### Мини-альбомы
- The Zego Sessions (2014)
- Urutaa (2016)
- Raupatu (2017)
- Rū Ana Te Whenua (2017)
- Holding My Breath (2018)
- Kai Tangata (2018)
- Ahi Kā (2019)
- Blinded (2019)

### Синглы
- «Tangaroa» (2021)
- «Whaikorero» (2018)
- «Ru Ana Te Whenua» (2018)
- «Holding My Breath» (2018)
- «Raupatu» (2018)
- «Kai Tangata» (2018)
- «Rage — It Takes Over Again» (2018)
- «The Things That You Know» (2018)
- «Whispers» (2018)
- «PC Bro» (2018)
- «Urutaa» (2018)
- «Nobody Here» (2018)
- «Te Ara» (2018)
- «Hypocrite» (2018)
- «Ahi Kā» (2019)
- «Blinded» (2019)
- «Tangaroa» (2021)
- «Buried Underground» (2021)